# Bandfisch
Der Bandfisch (Trachipterus arcticus) ist ein pelagisch lebender Meeresfisch, der im nördlichen Atlantik in Tiefen von 300 bis 600 Metern vorkommt. Er wurde an den Küsten Norwegens und Islands, bei Madeira und im westlichen Atlantik von New York bis zum südlichen Florida nachgewiesen. Ein einzelnes Tier wurde im westlichen Mittelmeer gefangen. Im Skagerrak und in der nördlichen Nordsee geraten sie gelegentlich in Fischernetze oder werden an der Küste angeschwemmt, haben aber keine wirtschaftliche Bedeutung.

## Merkmale
Der Bandfisch erreicht eine Maximallänge von drei Metern, geschlechtsreif wird er bei einer Länge von zwei Metern und einem Alter von etwa 14 Jahren. Sein Körper ist seitlich stark abgeflacht und wird mit zunehmendem Alter immer langgestreckter. Die Rückenflosse ist als Saum ausgebildet, der sich fast über den ganzen Körper erstreckt. Schwanz-, Brust- und Bauchflossen sind auffallend klein. Alle Flossen sind rot, der Körper ist silbrig, mit einigen dunklen Flecken oberhalb der Seitenlinie.

## Lebensweise
Der Bandfisch lebt pelagisch und ernährt sich von kleinen Fischen und von Kopffüßern. Eier, Larven und Jungfische sind ebenfalls pelagisch. Wahrscheinlich lebt der Bandfisch einzelgängerisch, es wurden jedoch auch größere Ansammlungen beobachtet, möglicherweise kommen sie zur Fortpflanzung oder als Fressschwärme zusammen.